# Metrical Dindshenchas
The Metrical Dindshenchas lub Lore of Places (Metryczny Dindshenchas) – jeden z najważniejszych zachowanych zabytków irlandzkiej poezji bardycznej. Jest to dzieło onomastyczne, antologia legend objaśniających pochodzenie nazw znaczących miejsc w Irlandii, na którą składa się ogółem około 176 wierszy.
Irlandzkie słowo dindsenchas znaczy dosłownie „historia miejsc/miejscowości”, we współczesnym języku irlandzkim dinnseanchas oznacza „topografię”.

## WersjeDindshenchas
The Metrical Dindshenchas zachował się w dwu różnych wersjach. Pierwsza, podstawowa, pochodzi w głównej mierze z XII-wiecznego manuskryptu – Księgi z Leinster – oraz w niewielkiej części z paru innych źródeł rękopiśmiennych z tego okresu. Badania wykazały, że tekst jest najprawdopodobniej kompilacją z różnych lokalnych źródeł, a najwcześniejsze wiersze datowane są na co najmniej XI wiek.
Druga wersja zachowała się w trzynastu różnych manuskryptach, przeważnie datowanych na XIV i XV wiek i zawiera również wiersze późniejsze niż tekst Księgi z Leinster – mogły one zostać dodane przez autorów zbioru dla uzupełnienia informacji.
Ponieważ wiele z legend przekazywanych w wierszach dotyczy czynów mitycznych postaci, dzieło to jest istotnym źródłem dla badaczy zajmujących się mitologią irlandzką.

## FunkcjaDindshenchas
Wiedza na temat prawdziwej czy też domniemanej historii okolicznych miejsc stanowiła znaczącą część wykształcenia elity w starożytnej i średniowiecznej Irlandii. Była również częścią edukacji wojowników, dla których znajomość terenu była bardzo istotna. Podobnie, od filidów oczekiwano recytacji wierszy dotyczących pochodzenia nazw miejscowych, jako umiejętności należącej do ich zawodu. Dindshenchas mógł więc powstać w wyniku gromadzenia lokalnych tekstów w szkołach, w celach edukacyjnych. Wierszom w obydwu wersjach towarzyszą niepełne komentarze prozą, obecnie określane jako The Prose Dindshenchas (prozaiczny Dindshenchas).

## Pozostała literatura przedmiotu
- Piotr Stalmaszczyk, A Note on the Function of Geographical Names in Gaelic Poetry, „Acta Universitatis Lodziensis. Folia Litteraria 36”, 1994